# Conus sugimotonis
Conus sugimotonis é uma espécie de gastrópode do gênero Conus, pertencente a família Conidae.